# Jonas Emet
Jonas Emet (ur. 13 lutego 1988 w Jakobstadzie) – fiński piłkarz grający na pozycji pomocnika.

## Kariera klubowa
Emet jest wychowankiem klubu FF Jaro. W 2005 zadebiutował w pierwszej drużynie, w której grał do 2009. W listopadzie 2009 podpisał dwuletni kontrakt z Tampere United. W kwietniu 2011 podpisał roczny kontrakt z IFK Mariehamn. W marcu 2012 wrócił do FF Jaro, z którym podpisał kontrakt do końca sezonu. W listopadzie tegoż roku przedłużył umowę o 2 lata. W sezonie 2014 został królem strzelców ligi fińskiej ex aequo z Luisem Solignacem z IFK Mariehamn (14 goli). Został również wybrany przez kibiców klubu najlepszym zawodnikiem roku. W grudniu 2014 przedłużył kontrakt z klubem o rok. W listopadzie 2015 przedłużył umowę z klubem na kolejny rok, a w listopadzie 2016 na kolejny. W maju 2020 został zawodnikiem Jakobstads BK.